# Coccophagus maculipennis
Coccophagus maculipennis — вид перетинчастокрилих комах родини Aphelinidae. Вид поширений в Азербайджані та Вірменії. Паразитує на комахах родини псевдощитівок (Coccidae). Відкладає яйця на самиць, що ведуть нерухливий спосіб життя. Личинки з'їдають жертв заживо.